# Comuna Stepanivka, Iemilciîne
Stepanivka (în ucraineană Степанівська сільська рада) este o comună în raionul Iemilciîne, regiunea Jîtomîr, Ucraina, formată din satele Hannivka, Korolivka, Lebid și Stepanivka (reședința).

## Demografie
Componența lingvistică a comunei Stepanivka
     Ucraineană (99,29%)
     Alte limbi (0,71%)
Conform recensământului din 2001, majoritatea populației comunei Stepanivka era vorbitoare de ucraineană (99,29%), existând în minoritate și vorbitori de alte limbi.